# Николай Ненчев
Николай Нанков Ненчев е български политик, председател на БЗНС. Министър на отбраната (2014 – 2017) във второто правителство на Бойко Борисов. Посланик на България в Украйна. 

## Биография
Роден е на 11 август 1966 г. в град Ямбол. Има висше юридическо образование – магистър по право и политически науки, специализира международни отношения в СУ „Климент Охридски“. Преди демократичните промени взема участие в нелегален инициативен комитет, който подготвя декларация до Народното събрание на НРБ с призив да бъде възстановен забраненият през 1947 г. БЗНС „Никола Петков“. На 11 юни 1989 г. декларацията е пренесена в София, а текстът е прочетен по радио „Свободна Европа“. След 10 ноември 1989 г. е избран за председател на Независимото студентско дружество. Активно подготвая и работи за възстановяването на земеделските дружби в цялата страна. Участва в национални митинги и събрания при създаването на СДС, част от който е БЗНС „Н. Петков“. През 1992 г. става член на Управителния съвет на БЗНС, а от 1994 г. е председател на Земеделския младежки съюз. С Указ на Президента на Република България Петър Стоянов е назначен за Началник на кабинета на вицепрезидента Тодор Кавалджиев. Става учредител и заместник-председател на „Сдружение Евроинтеграция“, координатор на „Програма за трансгранично сътрудничество и европейска интеграция за Югоизточна Европа“. Сдружението е създадено с цел да подпомогне процеса на приемане на страната ни в Европейския съюз. От 2003 г. преподава в Нов български университет като асистент. През 2007 г. е специализант в Европейския парламент в Правна комисия по конституционните въпроси и Комисия по външна политика. През 2011 г. става председател на БЗНС. Работи като юридически консултант. Народен представител в XLIII народно събрание. От 7 ноември 2014 до 26 януари 2017 г. е министър на отбраната на Република България. В качеството си на министър на отбраната по време на всички сесии и заседания в НАТО и ЕС има последователна политика за отстояване на националния интерес и категорична евроатлантическа позиция.
От лятото на 2024 г. е посланик на България в Украйна.